# Équipe d'Autriche de Fed Cup
L'équipe d'Autriche de Fed Cup est l’équipe qui représente l’Autriche lors de la compétition de tennis féminin par équipe nationale appelée Fed Cup (ou « Coupe de la Fédération » entre 1963 et 1994).
Elle est constituée d'une sélection des meilleures joueuses de tennis autrichiennes du moment sous l’égide de la Fédération autrichienne de tennis.

## Résultats par année

### 1963 - 1969
- 1963 (4 tours, 16 équipes) : après une victoire au 1er tour contre la Norvège, l’Autriche s'incline en 1/4 de finale contre la Grande-Bretagne.
- 1964 (5 tours, 20 équipes) : l’Autriche s'incline au 1er tour contre les Pays-Bas.
- 1965 : l’Autriche ne participe pas à cette édition organisée à Melbourne.
- 1966 (5 tours, 21 équipes) : l’Autriche s'incline au 1er tour contre la Rhodésie.
- 1967 - 1968 - 1969 : l’Autriche ne participe pas à ces éditions.

### 1970 - 1979
- 1970 - 1971 : l’Autriche ne participe pas à ces éditions.
- 1972 (5 tours, 31 équipes) : l’Autriche s'incline au 1er tour contre la France.
- 1973 (5 tours, 30 équipes) : l’Autriche s'incline au 1er tour contre le Mexique.
- 1974 (5 tours, 29 équipes) : après une victoire au 1er tour contre les Philippines, l’Autriche s'incline au 2e tour contre la France.
- 1975 (5 tours, 31 équipes) : l’Autriche s'incline au 1er tour contre la Grande-Bretagne.
- 1976 : l’Autriche ne participe pas à cette édition organisée à Philadelphie.
- 1977 (5 tours, 32 équipes) : l’Autriche s'incline au 1er tour contre les États-Unis.
- 1978 (5 tours, 32 équipes) : l’Autriche s'incline au 1er tour contre l’URSS.
- 1979 : l’Autriche ne participe pas à cette édition organisée à Madrid.

### 1980 - 1989
- 1980 (5 tours, 32 équipes) : l’Autriche s'incline au 1er tour contre l’Allemagne de l'Ouest.
- 1981 : l’Autriche ne participe pas à cette édition organisée à Tokyo.
- 1982 (5 tours, 32 équipes) : l’Autriche s'incline au 1er tour contre  Israël.
- 1983 (qualifications + 5 tours, 39 équipes) : l’Autriche s'incline au 1er tour contre l’Italie.
- 1984 (qualifications + 5 tours, 36 équipes) : après une victoire au 1er tour contre l’Espagne, l’Autriche s'incline au 2e tour contre l’Italie.
- 1985 (qualifications + 5 tours, 38 équipes) : l’Autriche s'incline au 1er tour contre le Japon.
- 1986 (qualifications + 5 tours, 42 équipes) : après une victoire au 1er tour contre le Japon et le Canada au 2e tour, l’Autriche s'incline en 1/4 de finale contre l’Argentine.
- 1987 (qualifications + 5 tours, 42 équipes) : l’Autriche s'incline au 1er tour contre la France.
- 1988 (qualifications + 5 tours, 36 équipes) : après une victoire au 1er tour contre la Belgique, l’Autriche s'incline au 2e tour contre l’URSS.
- 1989 (qualifications + 5 tours, 40 équipes) : après une victoire au 1er tour contre le Mexique et la Grande-Bretagne au 2e tour, l’Autriche s'incline en 1/4 de finale contre les États-Unis.

### 1990 - 1999
- 1990 (qualifications + 5 tours, 44 équipes) : après une victoire au 1er tour contre la Bulgarie, le Japon au 2e tour et la Grande-Bretagne en 1/4 de finale, l’Autriche s'incline en 1/2 finale contre les États-Unis.
- 1991 (qualifications + 5 tours + barrages, 56 équipes) : après une victoire au 1er tour contre le Portugal et la Finlande au 2e tour, l’Autriche s'incline en 1/4 de finale contre les États-Unis.
- 1992 (5 tours + barrages, 32 équipes) : après une victoire au 1er tour contre la Roumanie, l’Autriche s'incline au 2e tour contre l’Australie.
- 1993 (5 tours + barrages, 32 équipes) : après une défaite au 1er tour contre le Danemark, l’Autriche s'incline en play-offs contre l’Allemagne.
- 1994 (5 tours, 32 équipes) : après une victoire au 1er tour contre la Pologne et l’Australie au 2e tour, l’Autriche s'incline en 1/4 de finale contre les États-Unis.

La compétition change de format à compter de 1995 : la Coupe de la Fédération devient Fed Cup.
- 1995 (3 tours, 8 équipes + groupe mondial II, play-offs I et II) : après une défaite en 1/4 de finale du groupe mondial contre les États-Unis, l’Autriche l’emporte en play-offs I contre les Pays-Bas.
- 1996 (3 tours, 8 équipes + groupe mondial II, play-offs I et II) : après une défaite en 1/4 de finale du groupe mondial contre les États-Unis, l’Autriche s'incline en play-offs I contre l’Allemagne.
- 1997 (3 tours, 8 équipes + groupe mondial II, play-offs I et II) : après une défaite en groupe mondial II contre la Croatie, l’Autriche l’emporte en play-offs II contre l’Afrique du Sud.
- 1998 (3 tours, 8 équipes + groupe mondial II, play-offs I et II) : après une défaite en groupe mondial II contre l’Italie, l’Autriche l’emporte en play-offs II contre la Pologne.
- 1999 (3 tours, 8 équipes + groupe mondial II, round robin play-offs) : l’Autriche l’emporte en groupe mondial II contre l’Australie.

### 2000 - 2009
- 2000 (round robin + 2 tours, 13 équipes) : l’Autriche échoue dans sa qualification en round robin du groupe mondial.
- 2001 (2 tours + round robin + finale, 16 équipes + play-offs) : après une défaite au 1er tour du groupe mondial contre l’Australie, l’Autriche l’emporte en play-offs I contre l’Indonésie.
- 2002 (4 tours, 16 équipes + play-offs) : après une victoire au 1er tour du groupe mondial contre les États-Unis et la Croatie en 1/4 de finale, l’Autriche s'incline en 1/2 finale contre l’Espagne.
- 2003 (4 tours, 16 équipes + play-offs) : après une défaite au 1er tour du groupe mondial contre la Belgique, l’Autriche l’emporte en play-offs I contre le Canada.
- 2004 (4 tours, 16 équipes + play-offs) : après une victoire au 1er tour du groupe mondial contre la Slovaquie et les États-Unis en 1/4 de finale, l’Autriche s'incline en 1/2 finale contre la Russie.
- 2005 (3 tours, 8 équipes + groupe mondial II, play-offs I et II) : après une défaite en 1/4 de finale du groupe mondial contre la France, l’Autriche l’emporte en play-offs I contre la Suisse.
- 2006 (3 tours, 8 équipes + groupe mondial II, play-offs I et II) : après une défaite en 1/4 de finale du groupe mondial contre l’Espagne, l’Autriche s'incline en play-offs I contre le Japon.
- 2007 (3 tours, 8 équipes + groupe mondial II, play-offs I et II) : après une victoire en groupe mondial II contre l’Australie, l’Autriche s'incline en play-offs I contre  Israël.
- 2008 (3 tours, 8 équipes + groupe mondial II, play-offs I et II) : après une défaite en groupe mondial II contre l’Argentine, l’Autriche s'incline en play-offs II contre la Suisse.
- 2009 : l’Autriche concourt dans les compétitions par zones géographiques.

### 2010 - 2015
- 2010 - 2011 - 2012 - 2013 - 2014 - 2015 : l’Autriche concourt dans les compétitions par zones géographiques.

## Bilan de l'équipe
Résultats des confrontations entre l’Autriche et ses adversaires les plus fréquents (3 rencontres minimum dans les groupes mondiaux).
| # | Adversaires     | Rencontres | Victoires | Défaites | % victoires |
| - | --------------- | ---------- | --------- | -------- | ----------- |
| 1 | États-Unis      | 9          | 2         | 7        | 22 %        |
| 2 | Australie       | 5          | 3         | 2        | 60 %        |
| 3 | Japon           | 4          | 2         | 2        | 50 %        |
| 4 | Grande-Bretagne | 4          | 2         | 2        | 50 %        |
| 5 | France          | 4          | 0         | 4        | 0 %         |
| 6 | Espagne         | 3          | 1         | 2        | 33 %        |
| 7 | Suisse          | 3          | 1         | 2        | 33 %        |
| 8 | Italie          | 3          | 0         | 3        | 0 %         |

## Bilan des joueuses les plus sélectionnées
Ce bilan est calculé sur la base des rencontres officielles des groupes mondiaux et barrages I et II. Les rencontres des tableaux dits de « consolation » et celles par « zones géographiques » ne sont pas prises en compte. Les joueuses comptant moins de 5 sélections ne sont pas reprises dans le tableau.
| #  | Joueuses          | De   | à    | Sélections | Matchs | Victoires | Défaites | % victoires |
| -- | ----------------- | ---- | ---- | ---------- | ------ | --------- | -------- | ----------- |
| 1  | Barbara Paulus    | 1989 | 1997 | 13         | 22     | 9         | 13       | 41 %        |
| 2  | Barbara Schett    | 1993 | 2004 | 20         | 43     | 26        | 17       | 60 %        |
| 3  | Barbara Schwartz  | 1998 | 2008 | 9          | 17     | 9         | 8        | 53 %        |
| 4  | Judith Wiesner    | 1984 | 1997 | 31         | 54     | 29        | 25       | 54 %        |
| 5  | Marion Maruska    | 1991 | 2002 | 6          | 8      | 2         | 6        | 25 %        |
| 6  | Melanie Klaffner  | 2006 | 2008 | 5          | 8      | 2         | 6        | 25 %        |
| 7  | Patricia Wartusch | 2000 | 2004 | 11         | 18     | 6         | 12       | 33 %        |
| 8  | Petra Huber       | 1983 | 1987 | 8          | 15     | 6         | 9        | 40 %        |
| 9  | Petra Ritter      | 1988 | 1996 | 15         | 18     | 7         | 11       | 39 %        |
| 10 | Sonja Pachta      | 1963 | 1973 | 5          | 9      | 2         | 7        | 22 %        |
| 11 | Sybille Bammer    | 2003 | 2008 | 6          | 10     | 4         | 6        | 40 %        |
| 12 | Sylvia Plischke   | 1994 | 2001 | 6          | 10     | 4         | 6        | 40 %        |
| 13 | Tamira Paszek     | 2005 | 2008 | 6          | 11     | 4         | 7        | 36 %        |
| 14 | Veronika Buche    | 1972 | 1975 | 5          | 8      | 2         | 6        | 25 %        |
| 15 | Yvonne Meusburger | 2003 | 2008 | 9          | 16     | 2         | 14       | 13 %        |